# I campi del duce. L'internamento civile nell'Italia fascista (1940-1943)
I campi del duce. L'internamento civile nell'Italia fascista (1940-1943) è un saggio storico di Carlo Spartaco Capogreco pubblicato in Italia dall'editore Einaudi nel 2004.

## Contenuto dell'opera
Una ricostruzione e mappatura storica e geografica dei campi di confino, internamento e concentramento dell'Italia e del regime fascista.